# Henryk Kącik
Henryk Kącik (ur. 19 sierpnia 1899 w Wiedniu, zm. w grudniu 1939) – kapitan Wojska Polskiego w II RP.

## Życiorys

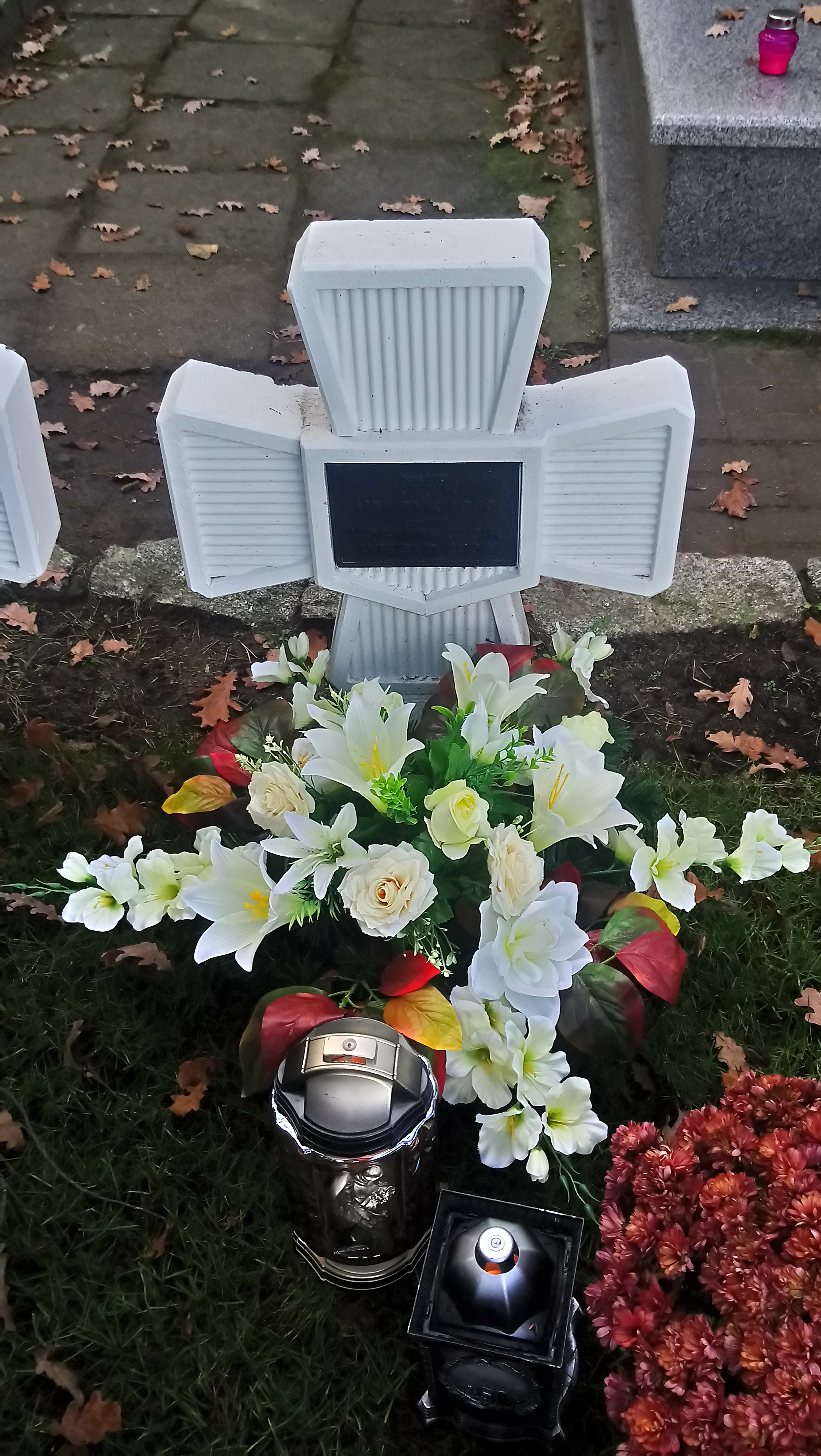
Grób Henryka Kącika na Cmentarzu w Otwocku

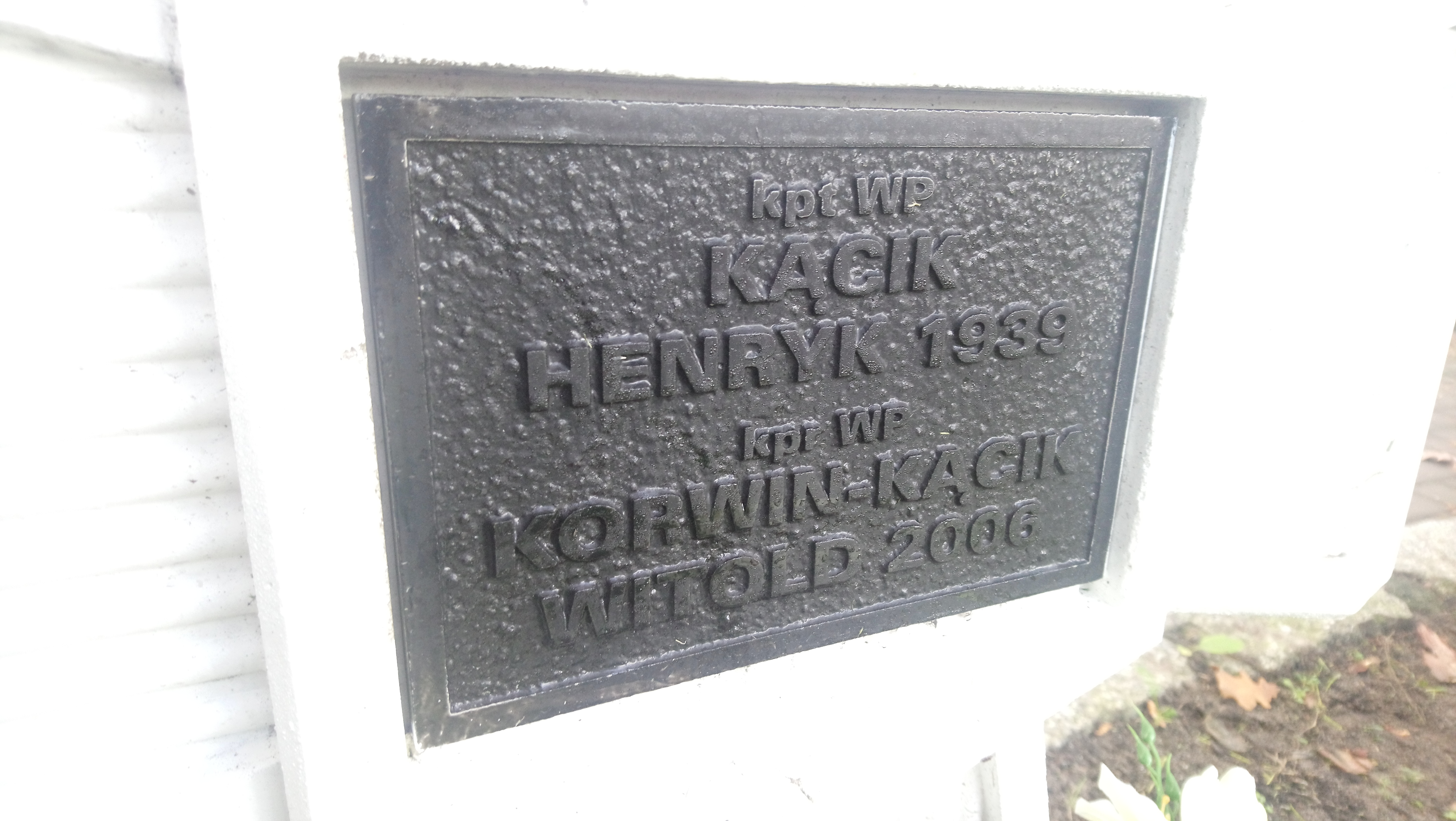
Tabliczka na grobie Henryka Kącika

Syn Józefa i Anny. W 1905 roku wstąpił do Niemieckiej Szkoły Ludowej, którą ukończył z wynikiem bardzo dobrym. W wieku 19 lat zdał maturę z wynikiem dobrym. Początkiem 1919 roku przeprowadził się wraz z rodzicami do Nowego Sącza. 12 czerwca 1919 roku zgłosił się do Wojska Polskiego i został przydzielony do II Kompanii Zaopatrzenia w I Pułku Strzelców Podhalańskich w Nowym Sączu. Między 4 sierpnia 1919 a 10 grudnia 1919 uczęszczał do Szkoły Podoficerskiej. Od 21 lipca 1920 do 11 stycznia 1921 uczęszczał do Szkoły Podchorążych w Warszawie. 25 czerwca 1921 roku został awansowany na stopień podporucznika . Od 26 czerwca 1921 do 21 maja 1923 był młodszym oficerem w I Pługu Strzelców Podhalańskich. 1 lutego 1923 roku został awansowany do stopnia porucznika . Między 26 lipca 1926 a 21 czerwca 1928 był młodszym oficerem w Korpusie Ochronnym Pogranicza . 
28 stycznia 1928 ożenił się z Genowefą Fydówną. Z tego związku 6 maja 1929 roku urodził się syn Witold. Między 22 czerwca 1928 a 16 września 1935 w 80 p.p był dowódcą plutonu, oficerem żywnościowym oraz płatnikiem . 19 marca 1939 został awansowany na stopień kapitana  . Od 17 października 1935 w 42 p.p był oficerem gospodarczym, gdzie służył do czasu wybuchu wojny. Zmarł w grudniu 1939 roku w efekcie działań wojennych. Został pochowany na cmentarzu w Otwocku .

## Awanse
- podporucznik – 25 czerwca 1921
- porucznik – 1 lutego 1923
- kapitan – 19 marca 1939

## Odznaczenia
1. Medal Pamiątkowy za Wojnę 1918–1921 – rozk. 20 D.P.Nr 18/28[1]
2. Medal Dziesięciolecia Odzyskanej Niepodległości – rozk. 20 D. P. Nr 22/28[1]
3. Medal za Długoletnią Służbę – rozk. 42 p.p Nr 103/38[1]
4. W 1938 roku złożył wniosek o odznaczenie Srebrnym Krzyżem Zasługi[a]